# Campionati canadesi di sci alpino 1971
I Campionati canadesi di sci alpino 1971 si disputarono a Whistler; furono assegnati i titoli di discesa libera, slalom gigante e slalom speciale, sia maschili sia femminili.
Trattandosi di competizioni valide anche ai fini del punteggio FIS, vi parteciparono anche sciatori di altre federazioni, senza che questo consentisse loro di concorrere al titolo nazionale canadese.

## Risultati
| Specialità      | Uomini       | Donne         |
| --------------- | ------------ | ------------- |
| Discesa libera  | Dave Currier | Judy Crawford |
| Slalom gigante  | Jim Hunter   | Karen Budge   |
| Slalom speciale | Tyler Palmer | Karen Budge   |